# Julius Sang
Julius Sang, född den 30 juni 1946 i Kapsabet, Kenya, död 9 april 2004 i Eldoret, Kenya, var en kenyansk friidrottare inom kortdistanslöpning.
Han tog OS-brons på 400 meter vid friidrottstävlingarna 1972 i München.